# 134346 Pinatubo
134346 Pinatubo este un asteroid din centura principală de asteroizi.

## Descriere
134346 Pinatubo este un asteroid din centura principală de asteroizi. A fost descoperit pe 2 august 1991 la Observatorul La Silla de Eric Walter Elst. Asteroidul prezintă o orbită caracterizată de o semiaxă mare de 2,38 ua, o excentricitate de 0,25 și o înclinație de 3,7° în raport cu ecliptica.